# Bernardo de Toledo
Bernardo de Toledo ou Bernardo Sedirac (La Sauvetat, França, 1040/1045 - m. Toledo, 6 de abril de 1124) foi um monge cluniacense e arcebispo de Toledo.
Ingressou na abadia de Saint-Orens de Auch, de obediência cluníaca, de onde foi para a de Cluny, onde foi educado sob a direção de Hugo, o Grande, e foi co-noviço de Eudes de Chatillon. Com as relações entre o Papa Gregório VII e o rei Afonso VI de Leão e Castela (influenciado por sua mulher Constança da Borgonha), foi enviado para a Espanha e se tornou o primeiro abade do importante mosteiro beneditino de Sahagún, Leão. Seguindo a ordem papal, apoiou a supressão da liturgia nacional e implementou a reforma cluníaca; também efetuou medidas para fazer a abadia prosperar. Esteve nessa posição por cinco anos.
Foi nomeado para o arcebispado de Toledo em 15 de outubro de 1088. Foi ordenado em Roma, em 6 de dezembro do mesmo ano, através do Papa Urbano II. Foi o primeiro arcebispo de Toledo após a reconquista da cidade em 1085 por Alfonso VI de Castela e Leão, atuando a partir de então para a reestruturação da arquidiocese e da província eclesiástica. Tanto por meio do rei quanto da constituição apostólica Cunctis sanctorum, de 15 de outubro de 1088, sua primazia foi confirmada e estendida aos sucessores na sé de Toledo. Urbano II ainda o nomeou legado papal permanente, convocando concílios em Clermont e Nimes, na Catalunha, em Burgos e em Palência.
Em 29 de agosto de 1089, sagrou e dedicou liturgicamente a renovada Sé de Braga, como legado do Papa. Será pela razão de não querer repartir a primazia que anos mais tarde terá uma contenda com o arcebispo de Braga, Maurício Burdino mais tarde eleito papa pela facção dos guelfos, apesar de sido por ele indicado para esse cargo e ter sido seu colaborador.
Morreu em Toledo, em 1124.